# Maebaru
Maebaru (前原市; -shi) é uma cidade japonesa localizada na província de Fukuoka.
Em 2003 a cidade tinha uma população estimada em 66 132 habitantes e uma densidade populacional de 632,84 h/km². Tem uma área total de 104,50 km².
Recebeu o estatuto de cidade a 1 de Outubro de 1992.